# Jordan 194
A Jordan 194 egy Formula–1-es versenyautó, amelyet a Jordan tervezett és versenyeztetett az 1994-es Formula-1 világbajnokság során. Az idény során a Rubens Barrichello - Eddie Irvine párossal versenyeztek, utóbbi három versenyes eltiltása alatt beugrott Szuzuki Aguri és Andrea de Cesaris is a csapathoz. A tesztpilóta Kelvin Burt volt.

## Áttekintés
A meghajtásért, akárcsak az előző évben, a Hart motorjai feleltek, amelyek ígéretes teljesítményt nyújtottak már az előző évben is. Miután betiltottak egy sor technikai segédletet, mint a kipörgésgátlót és az aktív felfüggesztést, a csapat egy hagyományos kivitelű félautomata sebességváltót és nyomórudas kettős keresztlengőkaros felfüggesztést használt. A csapatnak előnyös volt a segédletek betiltása, és újra hasonlóan sikeresek voltak, mint debütáló évükben. A hasonlóság az akkori autójukkal is megvolt: akárcsak a Jordan 191, a 194-es is bevágott légbeömlőket és lefelé lógó orrot használt.
A csapat főszponzora, ebben az évben utoljára, a Sasol volt, de jelentős szponzorok voltak még az Arisco és az ír kormány. A Barclay cigaretta viszont otthagyta őket. Az autók festése is a szponzoroknak megfelelően alakult. A francia nagydíjon az autók az ír válogatott győzelmét ünnepelték az olaszok ellen az 1994-es labdarúgó-világbajnokságon.

## A szezon
Az idény Brazíliában kezdődött, ahol Barrichello rögtön negyedik lett, és ezzel a csapat addigi legjobb eredményét is rögtön elérte. Mégsem erről volt igazán emlékezetes a hétvége, hanem Irvine megmozdulásáról, aki belekeveredett egy balesetbe Jos Verstappennel, Éric Bernard-dal és Martin Brundle-lel. Mind a négy autó kiesett, ráadásul egyértelműen Irvine hibájából: leterelte a pályáról Verstappent, aki megcsúszott, keresztbe vágódott, kipöckölte Bernard Ligier-jét, majd átszaltózott Brundle McLarenje felett, aki csodával határos módon súlyos sérülések nélkül úszta meg az esetet. A mutatványt egyversenyes eltiltással díjazták a sportfelügyelők, amit Irvine és a Jordan is megfellebbeztek. A másodfok azonban súlyosbított, és immár három versenyes eltiltást szabott ki. A helyettesítésére eredetileg Szuzuki Agurit nézte ki a csapat, de ő nem volt eléggé jó formában a visszatéréshez, ezért meg is váltak tőle. Imolában és Monacóban de Cesaris helyettesítette.
A csendes-óceáni nagydíjon Barrichello ismét remek formában volt, és egy harmadik hellyel megszerezte a Jordan történetének első dobogóját - ő maga pedig a második helyre került a világbajnoki összetettben. Az imolai fekete hétvége aztán az ő balesetével indult: a szabadedzésen egy rázókő megdobta az autóját, ami a levegőbe repült, majd teljes sebességgel a gumifalnak ütközött, ami azonnal megállította. A hatalmas erejű becsapódást Barrichello épp hogy csak megúszta élve, és a hétvége további részén már nem is tudott részt venni. Innentől a szezon további részében a lendülete is megtört, amit a baleset mellett honfitársa és példaképe, Ayrton Senna halála is negatívan befolyásolt.
De Cesaris Monacóban negyedik lett, a helyére Irvine visszaült a spanyol nagydíjtól, ahol hatodik lett. Az idény során Barrichello szerzett még három negyedik helyet, és Irvine még egyet. A belga nagydíj pénteki időmérőjén Barrichello futotta meg a leggyorsabb kört, és mivel szombaton esett az eső, senki nem tudta már megjavítani ezt az időt, ezzel megszerezte a csapat első pole pozícióját is. Barrichello ezzel minden idők legfiatalabb pole pozíciósa lett, amely rekordot csak Fernando Alonso döntött meg később 2003-ban. Sajnos ezt nem tudta jó eredményre váltani, mert egy lekörözés közben kicsúszott és kiesett.
A Jordan a 28 pontjával a bajnoki ötödik helyen zárt, amellyel a középmezőny legjobb csapata lett. Teljesítményükre a Peugeot is felfigyelt, amely épp készült otthagyni a McLaren csapatát, így 1995-től már a francia gyártó szállította a motorokat.

## Eredmények
(Táblázat értelmezése)

(Félkövér: pole-pozícióból indult; dőlt: leggyorsabb kört futott) 

| Év   | Csapat       | Motor     | Gumik | Pilóták            | 1   | 2   | 3   | 4   | 5   | 6   | 7   | 8   | 9   | 10  | 11  | 12  | 13  | 14  | 15  | 16  | Pontok | Helyezés |
| ---- | ------------ | --------- | ----- | ------------------ | --- | --- | --- | --- | --- | --- | --- | --- | --- | --- | --- | --- | --- | --- | --- | --- | ------ | -------- |
| 1994 | Sasol Jordan | Hart 1035 | G     |                    | BRA | PAC | SMR | MON | ESP | CAN | FRA | GBR | GER | HUN | BEL | ITA | POR | EUR | JPN | AUS | 28     | 5.       |
| 1994 | Sasol Jordan | Hart 1035 | G     | Rubens Barrichello | 4   | 3   | NK  | KI  | KI  | 7   | KI  | 4   | KI  | KI  | KI  | 4   | 4   | 12  | KI  | 4   | 28     | 5.       |
| 1994 | Sasol Jordan | Hart 1035 | G     | Eddie Irvine       | KI  | ELT | ELT | ELT | 6   | KI  | KI  | NI  | KI  | KI  | 13  | KI  | 7   | 4   | 5   | KI  | 28     | 5.       |
| 1994 | Sasol Jordan | Hart 1035 | G     | Szuzuki Aguri      |     | KI  |     |     |     |     |     |     |     |     |     |     |     |     |     |     | 28     | 5.       |
| 1994 | Sasol Jordan | Hart 1035 | G     | Andrea de Cesaris  |     |     | KI  | 4   |     |     |     |     |     |     |     |     |     |     |     |     | 28     | 5.       |

## Forráshivatkozások
1. ↑  Engine Hart • STATS F1. www.statsf1.com. (Hozzáférés: 2025. január 20.)
2. ↑  Jordan 194 • STATS F1. www.statsf1.com. (Hozzáférés: 2025. január 20.)
3. ↑  A Jordan-sztori… (magyar nyelven). Napi F1 sztori, 2020. február 8. (Hozzáférés: 2025. január 20.)